# Tachina gibbiforceps
Tachina gibbiforceps là một loài ruồi trong họ Tachinidae.